# ГЕС Капанда
ГЕС Капанда – гідроелектростанція у центральній частині Анголи, за 260 км на південний схід від її столиці Луанди. Знаходячись перед ГЕС Lauca, становить верхній ступінь в каскаді на річці Кванза, котра на цій ділянці тече у широтному напрямку та впадає у Атлантичний океан південніше столиці.
Спорудження ГЕС планували здійснити ще у 1980-х роках, проте громадянська війна з організацією УНІТА відтермінувала початок робіт до 1992-го, а введення в експлуатацію припало на 2004-й. В межах проекту річку перекрили гравітаційною греблею із ущільненого котком бетону висотою 110 метрів та довжиною 1470 метрів, на спорудження якої пішло 2,9 млн м3 матеріалу. Вона утворила водосховище з об’ємом 4,8 млрд м3 (корисний об’єм 3,6 млрд м3) з нормальним коливанням рівня між позначками 917 та 950 метрів над рівнем моря.
Пригреблевий машинний зал станції обладнали чотирма турбінами типу Френсіс потужністю по 133 МВт, які при напорі у 84 метри повинні виробляти 3660 млн кВт-год електроенергії на рік. 
Видача продукції відбувається через ЛЕП, що працює під напругою 220 кВ.